# Eduardo Bonvallet
Eduardo Guillermo Bonvallet (Santiago, 13 januari 1955 – aldaar, 18 september 2015) was een profvoetballer uit Chili, die gedurende zijn carrière speelde als middenvelder. Zijn bijnamen luidden "El Loco", "El Gurú" en "El Bomba". Hij werd later sportcommentator. De voetballers werden vaak ruw en scherp aangepakt met zijn grove taalgebruik. In 2008 had hij mede daardoor een handgemeen met collega Carlos Caszely. Bonvallet was ook te horen in het programma Caiga Quien Caiga.
In 2011 werd er maagkanker bij hem geconstateerd. Eind 2012 werd hij genezen verklaard. In 2015 leed hij aan depressies en in september 2015 werd hij in het Nogales Hotel dood aangetroffen met een riem om zijn nek. Hij werd 60 jaar oud.

## Clubcarrière
Bonvallet speelde het grootste gedeelte van zijn carrière in zijn vaderland Chili, en maakte twee keer een uitstapje naar de Verenigde Staten waar hij speelde voor achtereenvolgens Fort Lauderdale Strikers en Tampa Bay Rowdies.

## Interlandcarrière
Bonvallet speelde 24 officiële interlands voor Chili in de periode 1979-1982. Hij maakte zijn debuut op 13 juni 1979 in een vriendschappelijke interland tegen Ecuador (0-0), net als aanvallers Patricio Yáñez en Juan Carlos Letelier. Hij nam met Chili onder meer deel aan de WK-eindronde in 1982.

## Erelijst
Universidad Católica
- Segunda División

1975